# Exila nigropalmata
Exila nigropalmata — вид сцинкоподібних ящірок родини сцинкових (Scincidae). Мешкає в Південній Америці. Це єдиний предстаник монотипового роду Exila.

## Поширення і екологія
Exila nigropalmata мешкають на заході Амазонії і в східних передгір'ях Анд на території Бразилії (в штатах Амазонас і Акрі), Перу і Болівії. Вони живуть у вологих тропічних лісах та в садах, віддають перевагу відкритим сонячним галявинам. Зустрічаються переважно на висоті від 200 до 329 м над рівнем моря, в Болівії на висоті до 1000 м над рівнем моря.